# 付朝阳
付朝阳（1972年10月—），本名傅朝阳，中华人民共和国政治人物，湖南攸县人，中国共产党党员。早年在北京任职，後外放至福建省，现任中共莆田市委书记。

## 人物经历
付朝阳生于攸县新市镇观塘冲村，早年在中南林学院研究室任助理工程师，後在林业部、国家发改委任职:859。曾任中华人民共和国环境保护部办公厅副主任，并挂职出任中共福建省泉州市委常委、副市长，2013年，改任福建省环境保护厅副厅长、党组成员，2016年出任福建省人民政府办公厅副主任、党组成员，省金融办主任。2018年出任福建省环境保护厅党组书记、厅长，2018年，福建省环境保护厅改名为福建省生态环境厅，付朝阳出任该厅首任厅长。2021年12月，出任中共莆田市委书记。